# Design Center Linz

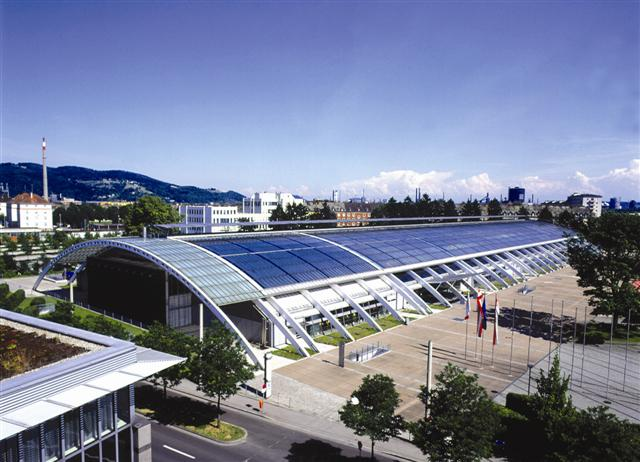
Design-Center (2006)

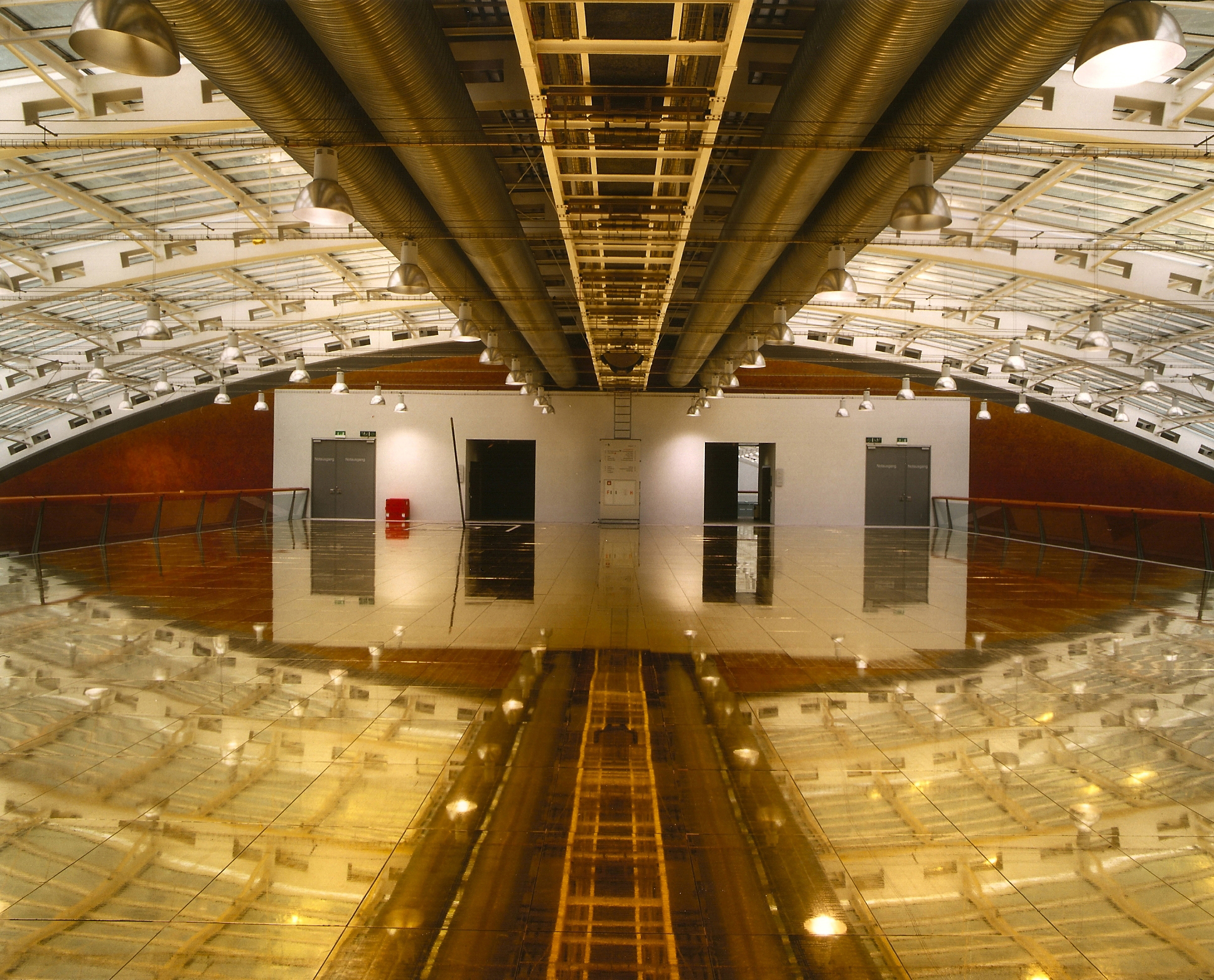
Ein Soziales Kunstprojekt von Johannes Angerbauer-Goldhoff im Design-Center Linz. Gesamt Oberösterreich in Social Gold. (1997)

Das Design Center Linz  ist ein Kongress- und Ausstellungszentrum in der Stadtgemeinde Linz in Oberösterreich.

## Geschichte
Die Messehalle und das Ausstellungszentrum wurde von 1991 bis 1993 nach Plänen des Architekten Thomas Herzog mit dem Lichttechniker Christian Bartenbach entwickelt erbaut.

## Architektur
Das Gebäude wurde in gedanklicher Verbindung zur Stahlstadt Linz als Stahl-Glas-Konstruktion entworfen. Es hat die Form eines liegenden Zylindersegmentes. Die Bogenkonstruktion – die Bogenanläufe werden außen frei geführt – ist statisch und formal wirksam. Das Glasdach mit 3.456 Glaspaneelen schafft eine blendfreie Tageslichtatmosphäre. 

## Kunst am Bau
Bildende Kunst am Bau zeigen Nikolaus Lang und Rainer Wittenborn, Pepi Meier, Waltraut Cooper und Ferdinand Götz. Johannes Angerbauer-Goldhoff inszenierte im Oktober 1997 im Design-Center eine großräumige Kunstinstallation, eine begehbare, goldene Empore.